# Spheric Universe Experience
Spheric Universe Experience (o, de manera recortada SUE) es una banda francesa de metal progresivo con elementos sinfónicos formada en el año 1999.

## Historia

### Formación
La banda fue formada por el guitarrista Vince Benaim y John Drai, que decidieron crear una banda de metal progresivo. La banda hizo unos pocos conciertos en los alrededores de la parte sur de Francia, bajo el nombre de Gates Of Delirium (en referencia a una canción homónima del grupo Yes). No fue hasta 2001 cuando la banda tuvo un teclista, Frédéric Colombo y un vocalista, Alex Boussacre. Cambiaron de nuevo su nombre a Amnesya y tocan en unos cuantos conciertos, produciendo después un CD de demostración.
La banda se separó en agosto de 2002 debido a desacuerdos musicales. Benaim, Drai y Colombo continuaron bajo el nombre de Spheric Universe Experience, con el que la banda se ha mantenido definitivamente.

### The Burning BoxyMental Torments
La banda tardó ocho meses en escribir un álbum, que fue grabado en un estudio casero en abril de 2003 con el vocalista de sesión Franck García.
Las voces fueron grabadas en un estudio profesional y el rendimiento de García impresionó tanto a la banda que fue invitado a unirse permanentemente.
Esta grabación se concretó en The Burning Box, una demo de la que vendieron una pequeña cantidad de copias distribuidas a nivel local. Se envía a varias discográficas con el resultado de que son contratados por Intromental Management de Dinamarca.
En agosto de 2003, con la ayuda de Volodia Brice, un baterista, el grupo comenzó a grabar Mental Torments, su primer álbum.
La mezcla final se llevará a cabo un año después en Jailhouse Studios bajo la dirección de Tommy Hansen (Helloween, Pretty Maids, Platitude ...). Poco después, Replica Records decide firmar con la banda para su distribución en todo el mundo. 
La portada está dibujada por el artista sueco Mattias Norén.
Un primer baterista, Guillaume Morero, asiste a algunos ensayos y al primer concierto de Niza. 
A Spheric Universe Experience se une, poco después, el baterista Nicolas Muller, apodado "Ranko". "Mental Torments" fue lanzado el 29 de marzo de 2005 Replica Records y varios sellos de todo el mundo.
Al fin completo, el grupo participa en la promoción de Mental Torments durante el verano de 2005 y en otoño tienen la oportunidad de hacer de teloneros de la banda de rock duro Scorpions , durante un concierto en Colmar. Un segundo concierto "prestigioso" se celebrará en París a finales de ese año, junto a Uli Jon Roth. 

### Animay partida de Ranko
En 2006, el grupo trabaja en la composición de su segundo álbum, Anima, sin dejar de participar en varios festivales comoen el Festival de Tomawok de Niza y el Festival Crescendo en Charente-Maritime. 
En la composición de Anima intervinieron todo el grupo, tanto en la música (haciendo un trabajo preciso e individual para cada instrumento), como para las letras. Es casi un álbum conceptual dónde la mayoría de las canciones presentan y hacen frente a la condición humana de manera integral. Otra de las particularidades del álbum, aparte de ser bastante largo (1:07:42), a lo largo del disco se encuentran pasajes "hablados" en varios idiomas: inglés, italiano, español, japonés y francés. Esto se debe a que Fred Colombo es traductor de idiomas (concretamente francés, inglés, español e italiano). El grupo llamó a personas nativas de esas lenguas para interpretar esos pasajes.
Anima, grabado en el estudio con Carlos Kallaghan Massabo, fue publicado el 18 de abril de 2007 en Francia, 22 de mayo de 2007 y en otros lugares, bajo Replica Records. 
En noviembre de 2007, la banda toca en Copenhague en la primera ProgPower "Scandinavia", acompañando a bandas como Andrómeda o Orphaned Land (SUE incluso el primer grupo en tocar). Este es el primer concierto del grupo en el extranjero.
En 2008, SUE se ofrece un proyecto interesante. Con motivo del festival de Tomawok, el grupo tiene la oportunidad de tocar una de sus canciones (The Key), acompañado por un coro de 70 estudiantes universitarios. Un largo proceso de ensayo permitió al grupo hacer este "desafío" en el " "Théâtre de Verdure Niza" en mayo.
En junio de 2008, Ranko abandona Spheric Universe Experience para concentrarse en sus otros dos grupos, Artefact y Otargos. 

### Unreal
SUE entra de nuevo en octubre de 2008 en el estudio para grabar su tercer álbum (en el Kallaghan Studio). Este nuevo disco, llamado Unreal, es un álbum conceptual inspirado en lo paranormal, en el que cada canción trata de un fenómeno. Unreal es más corto que Anima y más directo.  Este álbum hace un gran uso de la melodía y está menos centrado en la técnica instrumental.

### Back Home
En 2022 SUE vuelve a grabar un nuevo álbum de estudio llamado Back Home con 13 temas.

## Estilo
Más allá de los paralelismos inevitables con Dream Theater, del que también son "víctimas" la mayoría de los grupos de metal progresivo, la música Spheric Universe Experience también puede ser comparado por algunos de sus aspectos, a los primeros pasos de Vanden Plas. Sin embargo, en Spheric Universe Experiencie distan mucho de ser esclavos de sus influencias y esta joven formación tiene una notable madurez musical que se pone de manifiesto en una gran personalidad. De una canción a otra, gracias a los sabios arreglos, se pasa a través de toques de jazz con una buena dosis de experimentación que incluye música electrónica, logrando crear un universo musical propio y autónomo.

## Miembros

### Actuales
- Franck García:Voz
- Vince Benaïm: Guitarra
- Frédéric Colombo: teclados.
- John Drai: Bajo

### Anteriores
- Sam (I) - Batería
- Volodia Brice - Batería (2003)
- Guillaume Morero - Batería (2004)
- Nico "Ranko" Muller - Batería (2005-2008)
- Christophe BRIAND - Batería (2008-2012)

## Discografía

### Álbumes de estudio
- Mental Torments (2005)
- Anima (2007)
- Unreal (2009)
- The New Eve (2012)
- Back Home (2022)

### Demos
- The Burning Box (2003)